# كوفي أمبونساه
كوفي أمبونساه (بالإنجليزية: Koffi Amponsah)‏ هو لاعب كرة قدم غاني في مركز الدفاع، ولد في 23 أبريل 1978 في أكرا في غانا. شارك مع منتخب غانا تحت 20 سنة لكرة القدم ومنتخب غانا لكرة القدم. أما مع النوادي، فقد لعب مع أيك أثينا ونادي أولمبياكوس ونادي إيغاليو لكرة القدم ونادي باوك.

## وصلات خارجية
- كوفي أمبونساه على موقع الاتحاد الدولي (مؤرشف)  (الإنجليزية)
- كوفي أمبونساه على موقع قاعدة بيانات كرة القدم.إي يو (الإنجليزية)
- كوفي أمبونساه على موقع ناشيونال فوتبول تيمز (الإنجليزية)